# SG Ostbahn Lemberg
Die Sportgemeinschaft Ostbahn Lemberg (kurz SG Ostbahn Lemberg) war während des Zweiten Weltkriegs ein kurzlebiger Sportverein des Standorts Lemberg der Ostbahn, der Eisenbahngesellschaft der deutschen Besatzer, im Distrikt Galizien des Generalgouvernements Polen.

## Geschichte
Die SG wurde wenige Monate nach der Vertreibung der Roten Armee aus dem damaligen Ostpolen durch die Wehrmacht (Unternehmen Barbarossa) im Sommer 1941 und der Errichtung der deutschen Verwaltung gegründet. Die Fußballabteilung spielte in der Gauliga Generalgouvernement, die damals mit dem Anschluss Galiziens von vier auf fünf Distriktligen aufgestockt wurde.
In der Spielzeit 1943/44 konnten in der Distriktliga Galizien mehrere Partien zwischen den teilnehmenden Mannschaften wegen Personalmangels nicht ausgetragen werden: Wiederholt konnten die Militärmannschaften nicht elf Spieler zusammenbringen, weil die Einheiten der Sportler bei den Kämpfen an der sich nähernden Ostfront eingesetzt waren. Zum Ende der Saison hatte die SG Ostbahn nicht nur alle ihre Pflichtspiele ausgetragen, sondern sie obendrein ausnahmslos gewonnen. Aus diesem Grunde wurde sie zum neuen Distriktmeister erklärt, obwohl die Saison wegen noch ausstehender Partien anderer Mannschaften formal nicht als abgeschlossen galt.
Die SG war somit für die Endrunde der Gaumeisterschaft qualifiziert, in der sie im Ligasystem (Jeder gegen jeden) gegen die Ersten der vier anderen Distrikte (Warschau, Radom, Lublin, Krakau) antreten musste. Im ersten Spiel spielte sie gegen den  LSV Mölders Krakau, ging mit 1:0 in Führung, aber letztlich mit 2:12 unter. Doch schon zum zweiten Spieltag konnte die SG keine elf Mann mehr aufbieten, weil ein Teil der Spieler bei den Bahntransporten für den Nachschub an die Ostfront eingesetzt wurde. Die Vereinsleitung zog die Fußballmannschaft zurück. Ihr einziges Spiel wurde auch nicht für den Sieger, den späteren GG-Meister LSV Mölders Krakau, gewertet.
Mit dem Vorrücken der Roten Armee nach Galizien im Sommer 1944 löste sich die SG Ostbahn Lemberg auf.

## Erfolge
- Distriktmeister Galizien 1944